# Micropanope pusilla
Micropanope pusilla är en kräftdjursart som beskrevs av Alphonse Milne-Edwards 1880. Micropanope pusilla ingår i släktet Micropanope och familjen Xanthidae. Inga underarter finns listade i Catalogue of Life.